# Teorie přerušovaných rovnováh

Teorie přerušovaných rovnováh (anglicky Punctuated Equilibrium) je důležitá součást moderní evoluční teorie, která stejnorodost fosilních záznamů vysvětluje ne nedostatečným množstvím nálezů, ale skutečnou vlastností evoluce, tedy tím, že druh po většinu času zůstává stabilní a že se mění pouze v krátkých obdobích tzv. speciačních událostí, kdy druhy vznikají. To dokazují fosilie mnohých pravěkých obratlovců, například druhohorních sauropodních a ceratopsidních dinosaurů.

## Historie
Tvůrci a hlavními zástupci této teorie jsou američtí vědci Niles Eldredge a Stephen Jay Gould, kteří průlomové práce publikovali v sedmdesátých letech dvacátého století. Nakolik je tato teorie platná, je stále předmětem výzkumu. Podobný názor však zastával již kolem roku 1859 anglický paleontolog a odborník na vyhynulé chobotnatce Hugh Falconer. Ten věřil, že vznik nových druhů probíhá skokově, nikoliv pomalu a pozvolna v průběhu celých milionů let.